# 伊桑·塞普倫
伊桑·塞普倫（英語：Ethan Cepuran，2000年5月13日—），美國速度滑冰運動員，他代表美國隊參加了中國舉行的2022年冬季奧林匹克運動會，並且在男子團體追逐比賽上獲得銅牌。